# (33111) 1998 BL
(33111) 1998 BL est un astéroïde de la ceinture principale d'astéroïdes découvert en 1998.

## Description
(33111) 1998 BL a été découvert le 18 janvier 1998 à l'observatoire astronomique d'Ōizumi, situé à Ōizumi, dans la préfecture de Gunma, au Japon, par Takao Kobayashi.

### Caractéristiques orbitales
L'orbite de cet astéroïde est caractérisée par un demi-grand axe de 2,73 ua, un périhélie de 2,46 ua, une excentricité de 0,10 et une inclinaison de 6,03° par rapport à l'écliptique. Du fait de ces caractéristiques, à savoir un demi-grand axe compris entre 2 et 3,2 ua et un périhélie supérieur à 1,666 ua, il est classé, selon la JPL Small-Body Database, comme objet de la ceinture principale d'astéroïdes.

### Caractéristiques physiques
(33111) 1998 BL a une magnitude absolue (H) de 14,4 et un albédo estimé à 0,247.